# عقيل بن خالد
عُقَيْل بن خالد بن عقيل الحافظ الإمام أبو خالد الأيلي: مولى آل عثمان بن عفان. من رواة الحديث وهو ثقة صدوق، توفي بالفسطاط فجأة بالمغافير سنة أربع وأربعين ومائة. 

## روايته للحديث النبوي
- حدث عن: ابن شهاب فأكثر وجود، وعن عكرمة، وعمرو بن شعيب، والحسن البصري، والقاسم بن محمد، ونافع مولى ابن عمر، وعراك بن مالك، وسالم بن عبد الله، وأبيه خالد بن عقيل، وعمه زياد بن عقيل، وسلمة بن كهيل، وطائفة. وينزل إلى هشام بن عروة، وابن إسحاق.

- وحدث عنه: ابنه إبراهيم، وابن أخيه سلامة بن روح، ويونس بن يزيد رفيقه، والليث، وابن لهيعة، ويحيى بن أيوب، وضمام بن إسماعيل، وحجاج بن فرافصة، وجابر بن إسماعيل الحضرمي، ومفضل بن فضالة، وعبد الرحمن بن سليمان الحجري، ورشدين بن سعد، ونافع بن يزيد، وآخرون.

## أقوال العلماء فيه
- قال أبو جعفر العقيلي: صدوق، تفرد عن الزهري بأحاديث.
- قال أبو حاتم الرازي: لا بأس به، ومرة: صاحب كتاب، ومرة: ثقة حجة.
- قال أبو زرعة الرازي: ثقة صدوق.
- قال أحمد بن حنبل: ثقة يؤدي اللفظ، ومرة: صالح الحديث لا بأس به.
- قال أحمد بن شعيب النسائي: ثقة.
- قال أحمد بن صالح الجيلي: ثقة.
- قال إسحاق بن إبراهيم الفارسي: حافظ.
- قال إسحاق بن راهويه: ثقة.
- قال ابن حجر العسقلاني: ثقة ثبت، ومرة: أحد الثقات الأثبات من أصحاب الزهري اعتمده الجماعة.
- قال الذهبي: حافظ صالح كتاب.
- قال زياد بن سعد: كان يحفظ.
- قال محمد بن سعد كاتب الواقدي: ثقة.
- قال يحيى بن سعيد الأنصاري: كأنه يضعفه.
- قال يحيى بن معين: ثقة حجة، ومرة: عده من أثبت الناس في الزهري بعد مالك ومعمر.[3]